# Fringillaria
Fringillaria – rodzaj ptaków z rodziny trznadli (Emberizidae).

## Występowanie
Rodzaj obejmuje gatunki występujące w Azji i Afryce.

## Morfologia
Długość ciała 12–17 cm, masa ciała 11,6–28,3 g.

## Systematyka
Rodzaj Fringillaria wprowadził w 1837 roku angielski zoolog William Swainson w publikacji własnego autorstwa poświęconej historii naturalnej ptaków Afryki Zachodniej. Gatunkiem typowym jest (oznaczenie monotypowe) trznadel złotobrzuchy (podgatunek F. flaviventris flavigaster). W tym samym roku w innej swojej publikacji Swainson przedstawił diagnozę tego rodzaju.
W niektórych ujęciach systematycznych rodzaj ten nie jest wyróżniany, a jego gatunki zaliczane są do Emberiza.

### Etymologia
Fringillaria: nazwa rodzajowa jest wariantem słownym nazwy Fringilla Linnaeus, 1758 (zięba).

### Podział systematyczny
Do rodzaju należą następujące gatunki:
- Fringillaria cabanisi Ridgway, 1887 – trznadel szaroboczny
- Fringillaria affinis (von Heuglin, 1867) – trznadel rdzawogrzbiety
- Fringillaria flaviventris (Stephens, 1815) – trznadel złotobrzuchy
- Fringillaria poliopleura Salvadori, 1888 – trznadel sawannowy
- Fringillaria capensis (Linnaeus, 1766) – trznadel maskowy
- Fringillaria impetuani (A. Smith, 1836) – trznadel skowronkowaty
- Fringillaria socotrana (Ogilvie-Grant & Forbes, 1899) – trznadel sokotrzański
- Fringillaria goslingi Alexander, 1906 – trznadel szarogardły
- Fringillaria tahapisi (A. Smith, 1836) – trznadel cynamonowy
- Fringillaria sahari (J.J.R. Levaillant, 1850) – trznadel saharyjski
- Fringillaria striolata (M.H.C. Lichtenstein, 1823) – trznadel smużkowany